# Furanose

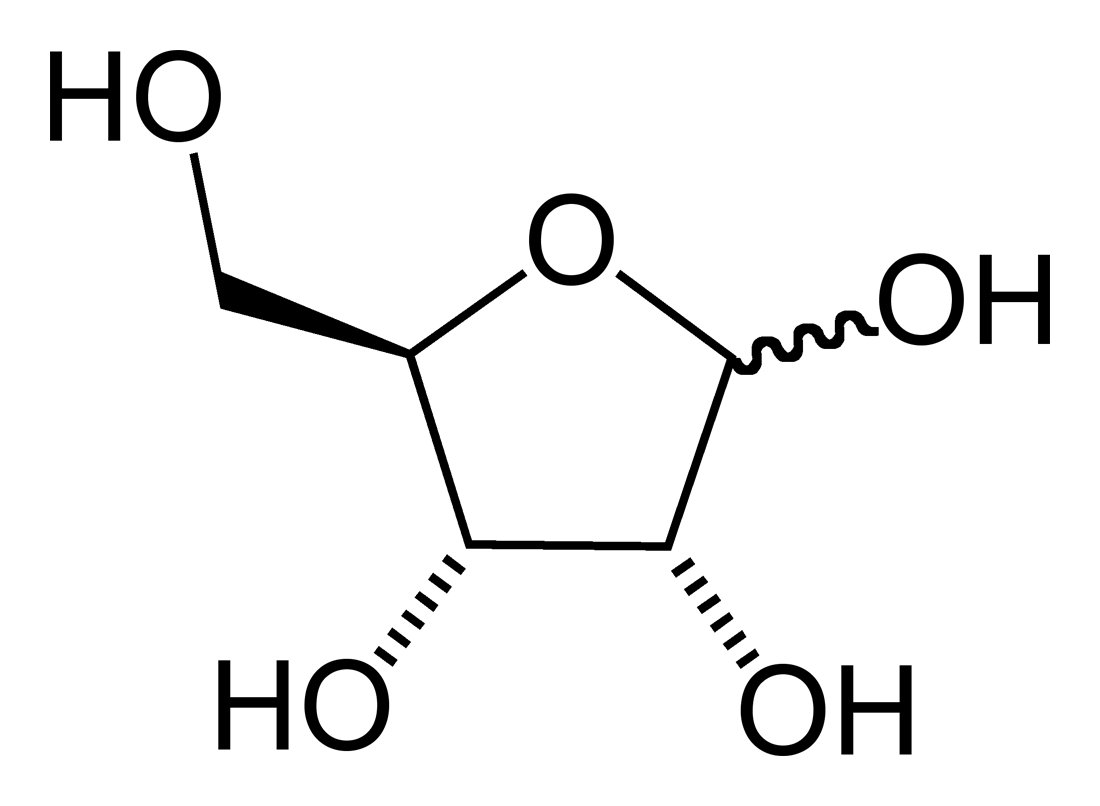
La structure chimique du ribose dans sa forme D-furanose.

Un furanose est un terme désignant les oses dont la structure chimique est composée d'un hétérocycle à 5 atomes et dont le groupement cétone terminal possède des propriétés réductrices.

## Propriétés
Le cycle du furanose consiste en 4 atomes de carbone et un atome d'oxygène. Le terme dérive du composé hétérocycle de base, le furane.
Dans un ose, le cycle furanose est le produit de la réaction d'hémi-acétalisation, sous catalyse acide, entre un groupement alcool et un groupement aldéhyde, séparés de quatre atomes de carbone.
Les cycles furanose sont soit en formation alpha ou bêta, suivant la position du groupement hydroxyle anomérique, le groupement situé à droite de l'oxygène.
Dans une configuration D, un furanose alpha a son groupement hydroxyle vers le bas dans la projection de Haworth classique (voir schéma ci-dessous avec le alpha-D-Galactose), et dans la configuration bêta celui-ci est vers le haut. Ces règles sont inversées si l'ose est dans une configuration L.
Les oses avec un carbone anomérique subissent des mutarotations en solution aqueuse, aucune des conformations n'est totalement présente et il s'établit un équilibre. De plus il peut aussi y avoir présence du pyranose (voir l'exemple du D-Tagatose).